# Janis Rattenni
Janis Rebecca Rattenni (* 24. Mai 1983 in Casoli, Italien) ist eine deutsche Regisseurin und ehemalige Schauspielerin.

## Leben
Am 28. November 1994 hatte Rattenni ihren ersten Auftritt in der Daily-Soap Unter uns  bei RTL, bei der sie seit der ersten Folge als Anna Weigel vor der Kamera stand. Sie machte 2002 ihr Abitur und nahm Schauspielunterricht. 2004 beendete sie ihre Tätigkeit als Soap-Darstellerin.
Ab 2007 wurde sie als Regie-Assistentin bei diversen Fernsehserien aktiv. Seit 2016 ist sie Regisseurin, zunächst bei Daily-Soaps, danach für Krimiserien wie SOKO Wismar, Rentnercops oder Episoden von Kommissar Dupin und Tatort. 
Sie lebt in Köln.

## Filmografie (Auswahl)

### Schauspielerin
- 1994–2004: Unter uns (Fernsehserie, 2410 Folgen)

### Regisseurin
- 2004–2016: Unter uns (Fernsehserie, 106 Folgen)
- 2016–2017: Alles was zählt (Fernsehserie, 14 Folgen)
- 2017–2018: Rote Rosen (Fernsehserie, 30 Folgen)
- 2019: SOKO Wismar (Fernsehserie, 8 Folgen)
- 2020–2024: Rentnercops (Fernsehserie, 15 Folgen)
- 2021: SOKO Köln (Fernsehserie, 3 Folgen)
- 2021: Der Flensburg-Krimi: Der Tote am Strand (Fernsehreihe)
- 2021: Kommissar Dupin: Bretonische Idylle (Fernsehreihe)
- 2022: Tatort: Ein Freund, ein guter Freund
- 2024: Tatort: Man stirbt nur zweimal